# Tomáš Břečka
Tomáš Břečka (Kroměříž, 12 maggio 1994) è un calciatore ceco, difensore dello Zbrojovka Brno.

## Carriera

### Club
Ha giocato nella prima divisione ceca.

### Nazionale
Ha giocato nella nazionale ceca Under-21.